# Piamprato
Piamprato è una frazione del comune di Valprato Soana in provincia di Torino nella val Soana e ad un'altitudine di 1.550 metri.

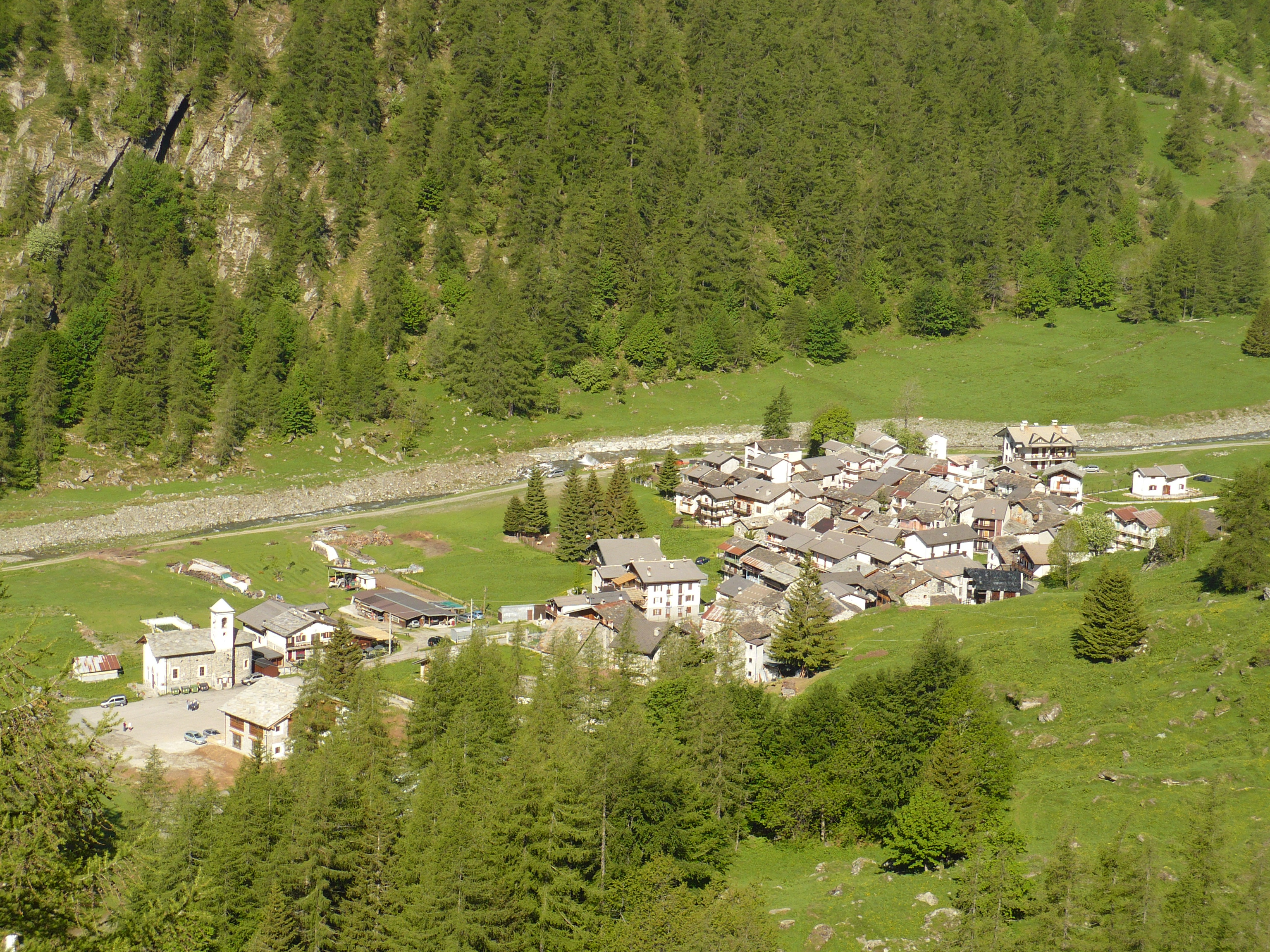
La frazione vista dall'alto

## Geografia fisica
La val Soana all'altezza dell'abitato di Valprato Soana si divide in due: nel vallone di Campiglia Soana e nel vallone di Piamprato. Pertanto Piamprato è al centro del vallone omonimo.

## Sport invernali
Piamprato offre interessanti occasioni agli sportivi della montagna. Un impianto di risalita, con annesso punto di ristoro, consente di praticare lo sci di discesa. Nel pianoro antistante al paese si trova il tracciato ad anello per lo sci di fondo. 
È poi possibile praticare lo sci di alpinismo: i percorsi più frequentati sono Colle Larissa, Colle della Borra e Cima Becher. Inoltre la cascata invernale del Rio Santanel (un laghetto in quota raggiungibile con un'ora e mezza di cammino) è meta ambita per gli appassionati di arrampicamento su ghiaccio.

## Sport estivi
Il 4 luglio 2017, per gli amanti della MTB, è stata inaugurata una nuova seggiovia dedicata alla pratica del Downhill. Tale seggiovia è anche fruibile senza bici e permette ad escursionisti o semplici turisti di godere del bellissimo panorama presente a quota 2000 metri.  

## Escursionismo
Per gli alpinisti esiste la palestra di roccia "guida Marchesin" con vie dal terzo al settimo grado di difficoltà.
Da Piamprato si possono raggiungere alcuni tra i laghi alpini più belli (Santanel, Nero, Larissa) ed è il paese punto di partenza per le escursioni alla Rosa dei Banchi (m 3164) e al monte Marzo (m 2756).